# Второе правительство Азарова
Второе правительство Николая Азарова было сформировано 24 декабря 2012 года после утверждения Верховной радой Украины VII созыва кандидатуры Николая Азарова на должность премьер-министра, которое прошло 13 декабря 2012 года при поддержке Партии регионов и Коммунистической партии Украины. Правительство просуществовало до 27 февраля 2014 года, когда было в основном сформировано правительство Арсения Яценюка.

## Состав правительства
9 декабря 2012 года Президент Украины Виктор Янукович внёс в новоизбранную Верховную Раду направление о назначении Николая Азарова на пост премьер-министра Украины. 13 декабря парламент рассмотрел и поддержал эту кандидатуру. В тот же день президент издал указ о назначении Николая Азарова на должность.
24 декабря 2012 года президент отдельными указами утвердил состав нового правительства.
| Должность                                                                       | Руководитель                       | Фото | Партия            | Вступил в должность             |
| ------------------------------------------------------------------------------- | ---------------------------------- | ---- | ----------------- | ------------------------------- |
| Премьер-министр Украины                                                         | Азаров, Николай Янович             |      | ПР                | 13 декабря 2012                 |
| Первый вице-премьер-министр Украины                                             | Арбузов, Сергей Геннадиевич        |      | ПР                | 24 декабря 2012                 |
| Вице-премьер-министр Украины                                                    | Бойко, Юрий Анатольевич            |      | ПР                | 24 декабря 2012                 |
| Вице-премьер-министр Украины                                                    | Вилкул, Александр Юрьевич          |      | ПР                | 24 декабря 2012                 |
| Вице-премьер-министр Украины                                                    | Грищенко, Константин Иванович      |      | ПР                | 24 декабря 2012                 |
| Министр аграрной политики и продовольствия                                      | Присяжнюк, Николай Владимирович    |      | ПР                | 11 марта 2010 24 декабря 2012   |
| Министр внутренних дел                                                          | Захарченко, Виталий Юрьевич        |      | ПР                | 7 ноября 2011 24 декабря 2012   |
| Министр доходов и сборов                                                        | Клименко, Александр Викторович     |      | ПР                | 24 декабря 2012                 |
| Министр экологии и природных ресурсов                                           | Проскуряков, Олег Альбертович      |      | ПР                | 24 декабря 2012                 |
| Министр экономического развития и торговли                                      | Прасолов, Игорь Николаевич         |      | ПР                | 24 декабря 2012                 |
| Министр энергетики и угольной промышленности                                    | Ставицкий, Эдуард Анатольевич      |      | ПР                | 24 декабря 2012                 |
| Министр иностранных дел                                                         | Кожара, Леонид Александрович       |      | ПР                | 24 декабря 2012                 |
| Министр инфраструктуры                                                          | Козак, Владимир Васильевич         |      | ПР                | 24 декабря 2012                 |
| Министр обороны                                                                 | Лебедев, Павел Валентинович        |      | ПР                | 24 декабря 2012                 |
| Министр образования и науки                                                     | Табачник, Дмитрий Владимирович     |      | ПР                | 9 декабря 2010 24 декабря 2012  |
| Министр здравоохранения                                                         | Богатырёва, Раиса Васильевна       |      | ПР                | 24 декабря 2012                 |
| Министр регионального развития, строительства и жилищно-коммунального хозяйства | Темник, Геннадий Павлович          |      | ПР                | 24 декабря 2012                 |
| Министр социальной политики                                                     | Королевская, Наталия Юрьевна       |      | Украина — Вперёд! | 24 декабря 2012                 |
| Министр финансов                                                                | Колобов, Юрий Владимирович         |      | ПР                | 28 февраля 2012 24 декабря 2012 |
| Министр юстиции                                                                 | Лавринович, Александр Владимирович |      | ПР                | 11 марта 2010 24 декабря 2012   |
| Министр Кабинета министров                                                      | Лукаш, Елена Леонидовна            |      | ПР                | 24 декабря 2012                 |

## Попытки отставки
В апреле 2013 года, лидер фракции ВО «Батькивщина» в Верховной Раде Украины Арсений Яценюк потребовал отставки Азарова. В связи с тем, что правительство не работает над экономикой, а только усугубляет экономическую ситуацию. Также он заявил, что правительство снижает темпы производства. За недоверие кабинету министров высказалось 190 депутатов из необходимых 226 голосов. Представители фракций Свобода, УДАР, Батькивщина и КПУ были «За».
25 ноября 2013 года, после срыва подписания соглашения об ассоциации Украины и Европейского союза, лидерами оппозиционных фракций в парламенте Украины был зарегистрирован проект постановления о принятии резолюции недоверия правительству. В результате голосования 3 декабря 2013 года постановление не было принято, набрав 186 голосов из 226 необходимых. «За» проголосовали в полном составе три фракции-инициаторы, 18 внефракционных депутатов и один депутат от фракции Партии регионов. Коммунистическая партия Украины за данное постановление не голосовала, мотивировав это несогласием с изложенными в нём причинами объявления недоверия и предложила депутатам поддержать свой вариант постановления. Оппозиционеры согласились поддержать проект коммунистов, но оказалось, что он на тот момент ещё не был зарегистрирован.
Выступая в парламенте перед голосованием, премьер-министр Николай Азаров в ответ на звучащую критику пообещал, что правительство ждут решительные кадровые перемены.
16 декабря 2013 года на совместном заседании Кабинета министров и депутатов парламентской фракции «Партии регионов» депутаты потребовали от Николая Азарова переформатировать состав правительства на 90 %
В этот же день в парламенте Украины был зарегистрирован проект постановления об обращении к президенту с требованием отставки премьер-министра Николая Азарова.
15 декабря 2013 года стало известно, что оппозиционные фракции совместно с фракцией Коммунистической партии собирают подписи под новым вариантом проекта резолюции о недоверии правительству. По информации СМИ это тот вариант законопроекта, о котором 3 декабря говорили коммунисты. 18 декабря лидер парламентской фракции «Батькивщина» Арсений Яценюк заявил, что под проектом новой резолюции недоверия Кабинету министров собрано уже 223 подписи из 226 необходимых. Однако на следующий день лидер фракции Коммунистической парии Пётр Симоненко заявил, что фракция КПУ единодушно приняла решение отозвать подписи своих членов под новым проектом резолюции.
24 января 2014 года президент Украины Виктор Янукович, комментируя сложившуюся в стране ситуацию, заявил: «Что-то было не так. А за этим стоят люди. <…> На этой сессии [28 января] совместно с депутатами примем по ним решения и президент подпишет указ, и мы переформатируем правительство».

## Отставка
28 января 2014 года Николай Азаров подал в отставку с должности премьер-министра. В тот же день отставка была принята президентом, а Николай Азаров отстранён от исполнения полномочий. Согласно действующему законодательству в отставку также был отправлен весь состав кабинета министров, однако все чиновники продолжили исполнять свои обязанности в статусе и. о. Исполняющим обязанности премьер-министра был назначен Сергей Арбузов.
В результате Евромайдана правительство Азарова прекратило своё существование. Его преемником стало правительство Арсения Яценюка.